# Vaanstandpropeller
De vaanstandpropeller wordt wel gebruikt door zeiljachten om tijdens het zeilen minder wrijvingsweerstand van de schroef te hebben. Het is een soort verstelbare schroef waarbij de spoed niet door hydrauliek, maar door de aanstroomhoek wordt bepaald. Als de schroef niet draait, zorgt de aanstroming door de vaarsnelheid ervoor dat de bladen zich in de vaarrichting draaien en zo minder weerstand opwekken. Als de schroef draait, ondervindt deze niet slechts de translatiesnelheid door de vaart van het schip, maar ook de omtreksnelheid van de schroef. Hierdoor verandert ook de aanstroomhoek, waardoor de bladen zich dwars op de vaarrichting draaien en stuwkracht gaan leveren.
De vaanstandpropeller heeft iets meer weerstand in de vaanstand dan de klapschroef, maar levert meer stuwkracht, vooral achteruit slaand.